# دیاتالاوا
دیاتالاوا (به لاتین: Diyatalawa، දියතලාව به معنی زمین مرطوب) یک منطقهٔ مسکونی در سری‌لانکا است.